# Parachrysopiella pallidicornis
Parachrysopiella pallidicornis är en insektsart som beskrevs av Penny 1996. Parachrysopiella pallidicornis ingår i släktet Parachrysopiella och familjen guldögonsländor. Inga underarter finns listade i Catalogue of Life.